# Čar (fizika)
Čar (oznaka {\displaystyle C\,}) je v fiziki osnovnih delcev eno izmed kvantnih števil. Spada med kvantna števila okusa.
Kvantno število za dno je določeno kot
{\displaystyle C=n_{\text{c}}-n_{\mathrm {\overline {c}} }.\ }
kjer je
- {\displaystyle n_{\text{c }}\,} število c kvarkov
- {\displaystyle n_{\bar {\text{c}}}\,} število c antikvarkov

Iz tega sledi, da je samo za kvark c to kvantno število dna enako +1, ostali kvarki pa imajo to kvantno število enako 0.
| kvantno število čara C' | kvark d | kvark u | kvark s | kvark c | kvark b | kvark t |
| ----------------------- | ------- | ------- | ------- | ------- | ------- | ------- |
| vrednost                | 0       | 0       | 0       | +1      | 0       | 0       |

Podobno kot vsa kvantna števila okusa se pri močni in elektromagnetni interakciji ohranja kvantno število šarma. Ne ohranja pa se pri šibkih interakcijah. Pri procesih, ki vsebujejo pri razpadu samo en kvark, se spremeni kvantno število šarma samo za 1 (±1).